# خاره‌چسب چینی
خاره‌چسب چینی (نام علمی: Patella ulyssiponensis) نام یک گونه از تیره کشکک‌داران است.